# Beauport
« Beauport » redirige ici. Ne pas confondre avec Lac-Beauport.
Pour les articles homonymes, voir Beauport (homonymie).
Beauport est l'un des six arrondissements de la ville de Québec. Il s'agit de l'arrondissement situé le plus à l'est de la ville. Sa limite sud-est suit la rive du fleuve Saint-Laurent, des battures de Beauport jusqu'à l'embouchure de la rivière Montmorency près des chutes du même nom. L'arrondissement s'étend vers le nord dans les Laurentides sur une dizaine de kilomètres, jusqu'au Lac-Beauport et à Sainte-Brigitte-de-Laval.

## Histoire

### Seigneurie de Beauport

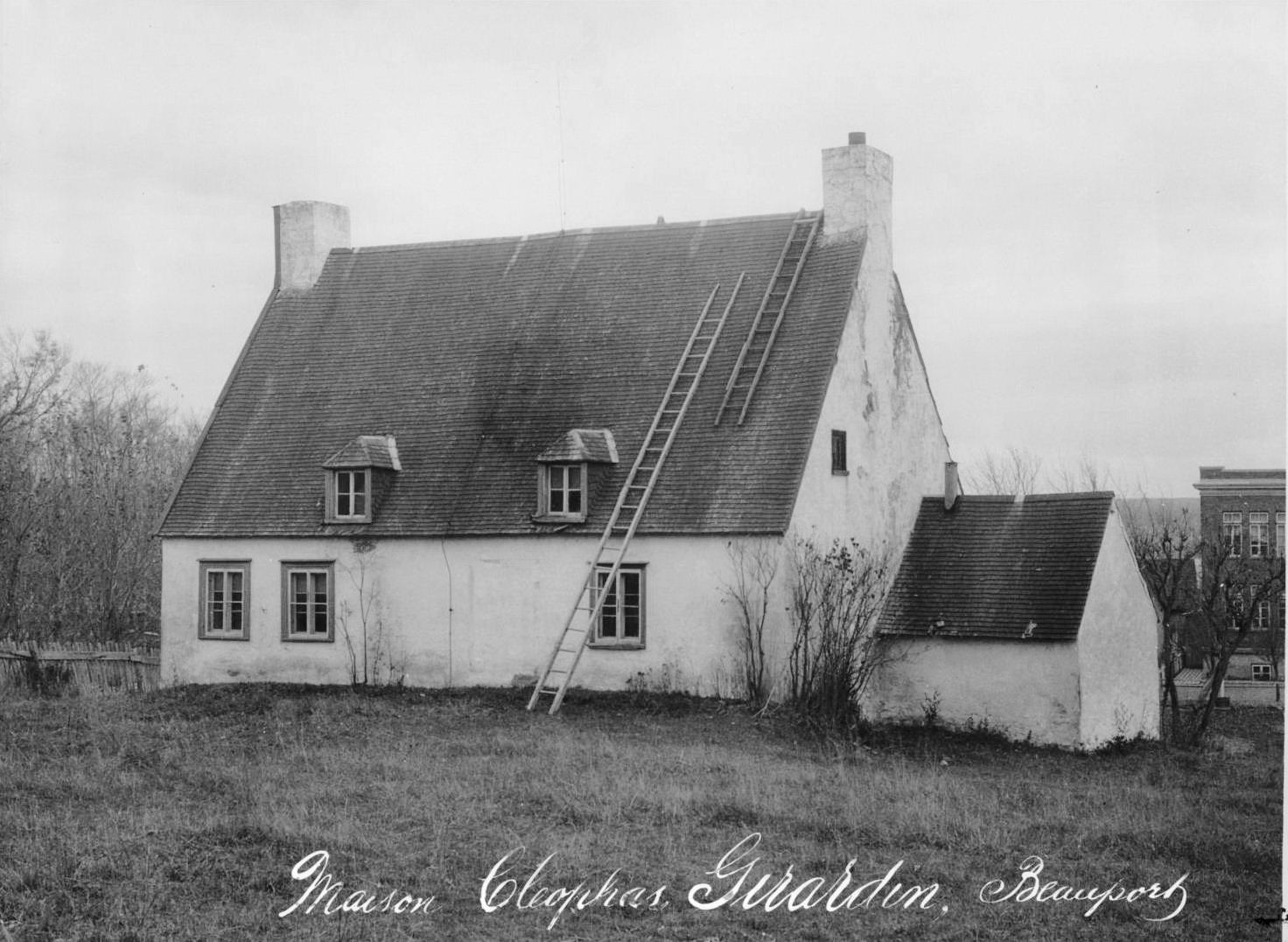
La maison Girardin située sur l'avenue Royale à Beauport.

Le 15 janvier 1634, la Compagnie des Cent-Associés concède la nouvelle seigneurie de Beauport à Robert Giffard, un chirurgien et apothicaire arrivant de Normandie. Les terres seigneuriales sont circonscrites entre les rivières Beauport, Montmorency et le fleuve Saint-Laurent. Elles sont officiellement distribuées à partir de 1655. Une quinzaine de familles s’y établissent au XVIIe siècle. Un bourg est créé du nom de Fargy (par l’inversion des deux syllabes de Giffard). Il s'agit du premier embryon de village. Les principaux chemins de cette ancienne municipalité fusionnée à la ville de Québec sont les avenues Royale, des Cascades et Seigneuriale. Le manoir seigneurial Juchereau-Duchesnay y est érigé entre 1637 et 1642.

### Municipalisation et urbanisation

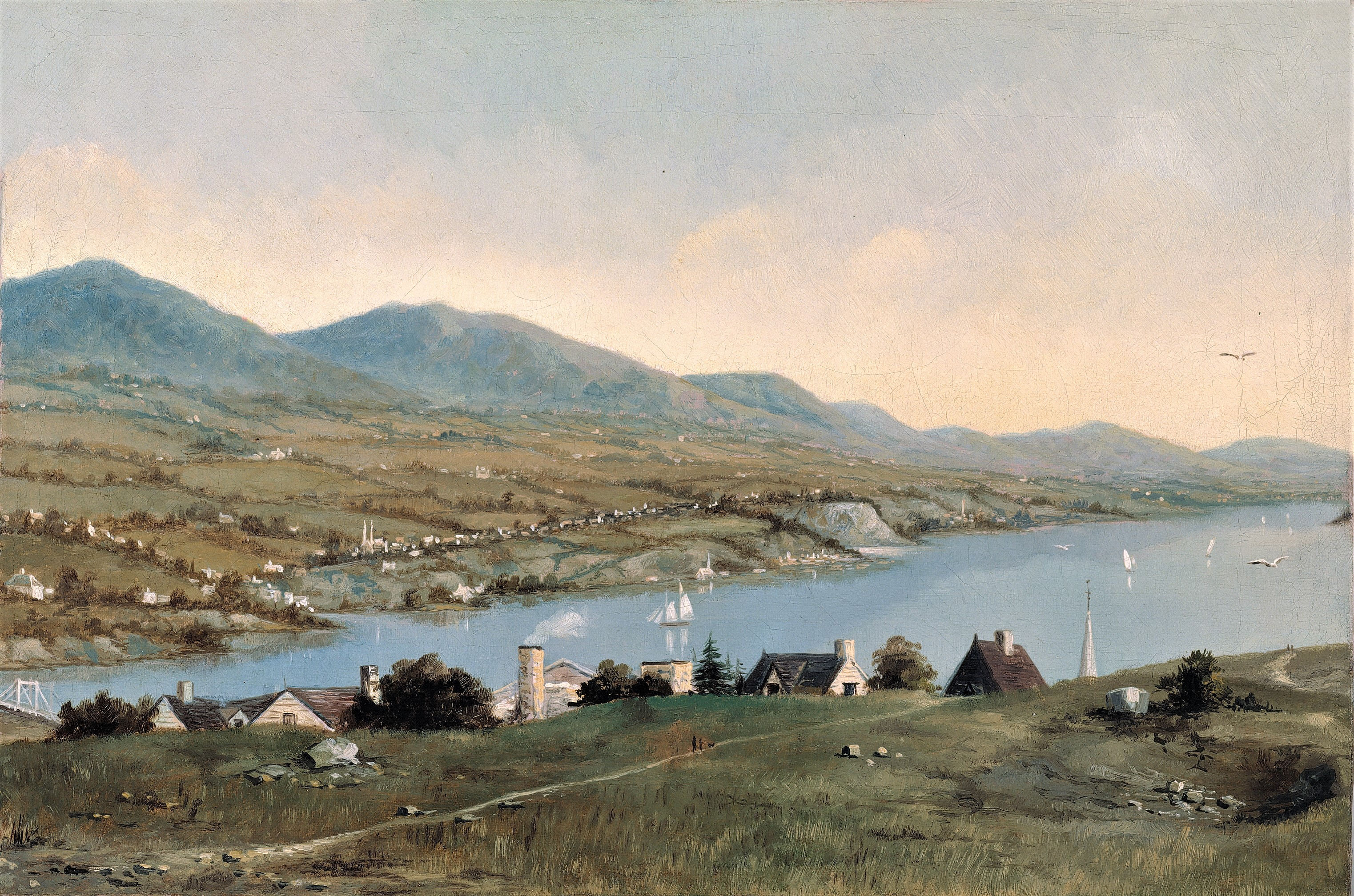
Peinture illustrant Beauport vue depuis les plaines d'Abraham, vers 1885. Son territoire est encore majoritairement agricole.

La seigneurie de Beauport devient la municipalité de paroisse de Notre-Dame-de-Miséricorde-de-Beauport le 8 juin 1845. Elle couvre aussi une partie de la seigneurie de Notre-Dame-des-Anges, soit le futur quartier Giffard. Une loi abolit cette municipalité (ainsi que presque toutes les municipalités du Canada-Est) le 1er septembre 1847. Le 1er juillet 1855, la municipalité de paroisse est constituée à nouveau sous le même nom. 
Vers la fin du XIXe siècle, le village se densifie tranquillement. Juristes et médecins se joignent aux cultivateurs et artisans.  
Entre 1897 et 1937 différentes parties de la municipalité de paroisse en sont détachées pour former des municipalités distinctes, dont le village de Beauport qui contient le noyau urbanisé originel, créé le 19 février 1913. Sont ainsi créées les municipalités de Saint-Michel-Archange (1897), Montmorency (1902), Courville (1912), Giffard (1912), Villeneuve (1921) et Beauport-Ouest (1937). En 1945, la partie résiduelle de la municipalité de paroisse de Notre-Dame-de-Miséricorde-de-Beauport, couvrant nord-est du territoire original, change de nom pour devenir Sainte-Thérèse-de-Lisieux. 
Malgré sa proximité avec la ville de Québec et le développement du secteur de Montmorency, les environs de Beauport restent agricoles jusqu'au milieu du XXe siècle.
Le 12 janvier 1924, le statut du village de Beauport change en celui de Ville de Beauport. Ce statut est changé, à nouveau, le 2 février 1963 quand elle devient Cité de Beauport. Beauport redevient ville le 7 janvier 1967 et Beauport-Ouest y est intégré. Le 1er janvier 1976, les municipalités de Giffard, Villeneuve, Courville, Montmorency, Sainte-Thérèse-de-Lisieux  et Saint-Michel-Archange sont fusionnées à Beauport.
Lors des réorganisations municipales québécoises de 2002, Beauport est fusionné à la ville de Québec. D'abord identifié comme le 5e arrondissement, la nouvelle division reprend le nom de l'ancienne municipalité.

## Géographie

### Quartiers

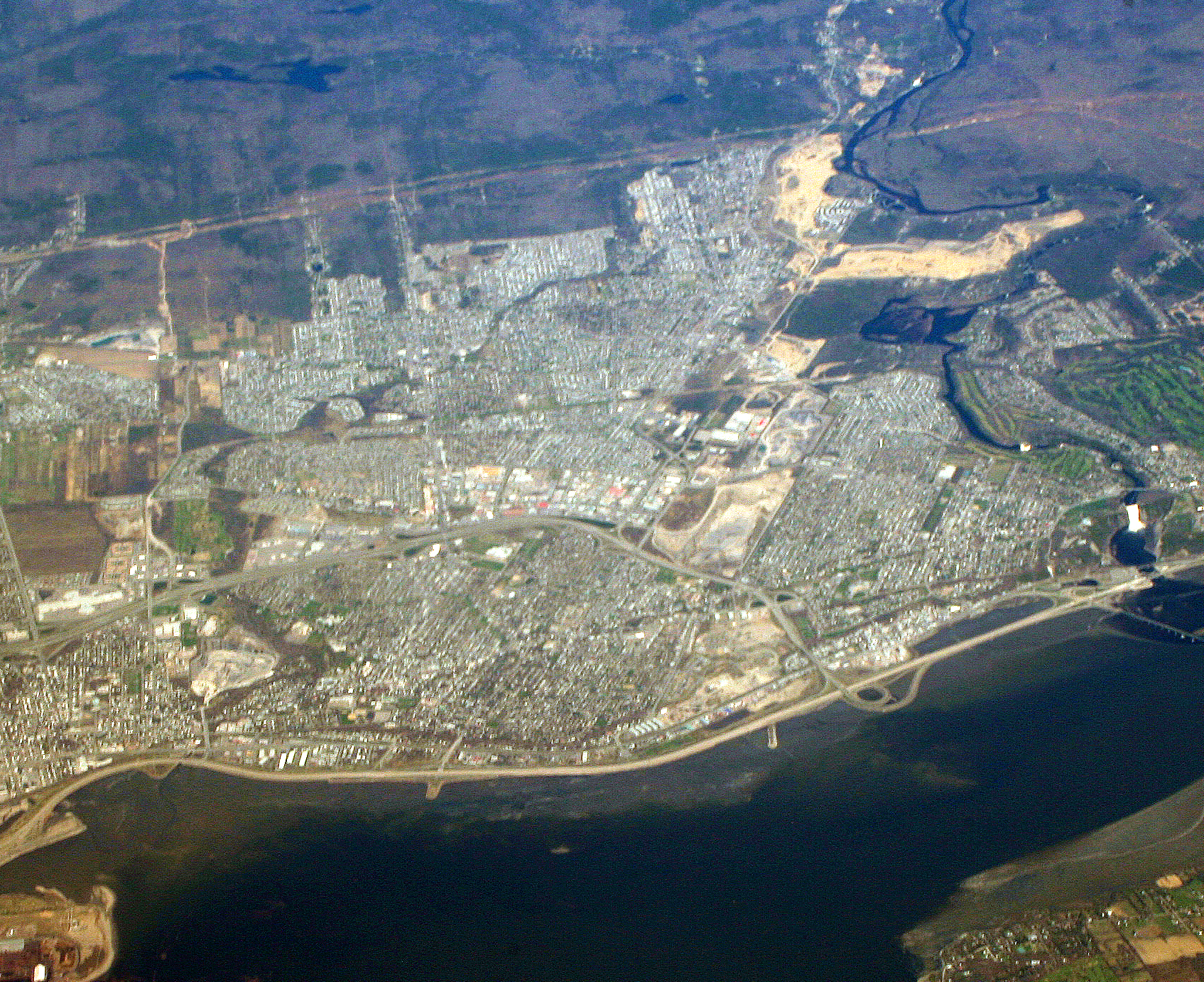
Vue aérienne de Beauport

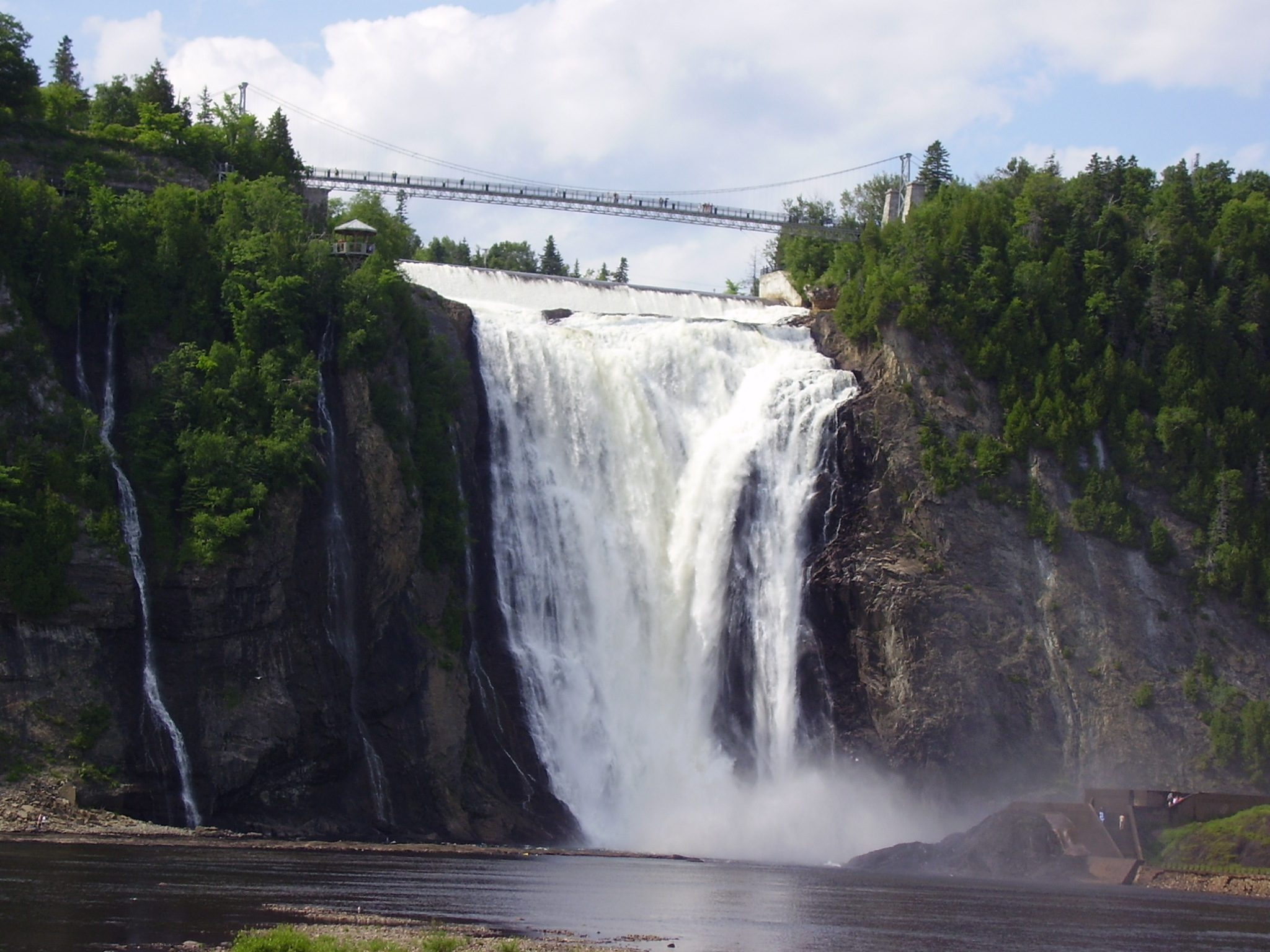
Chute Montmorency

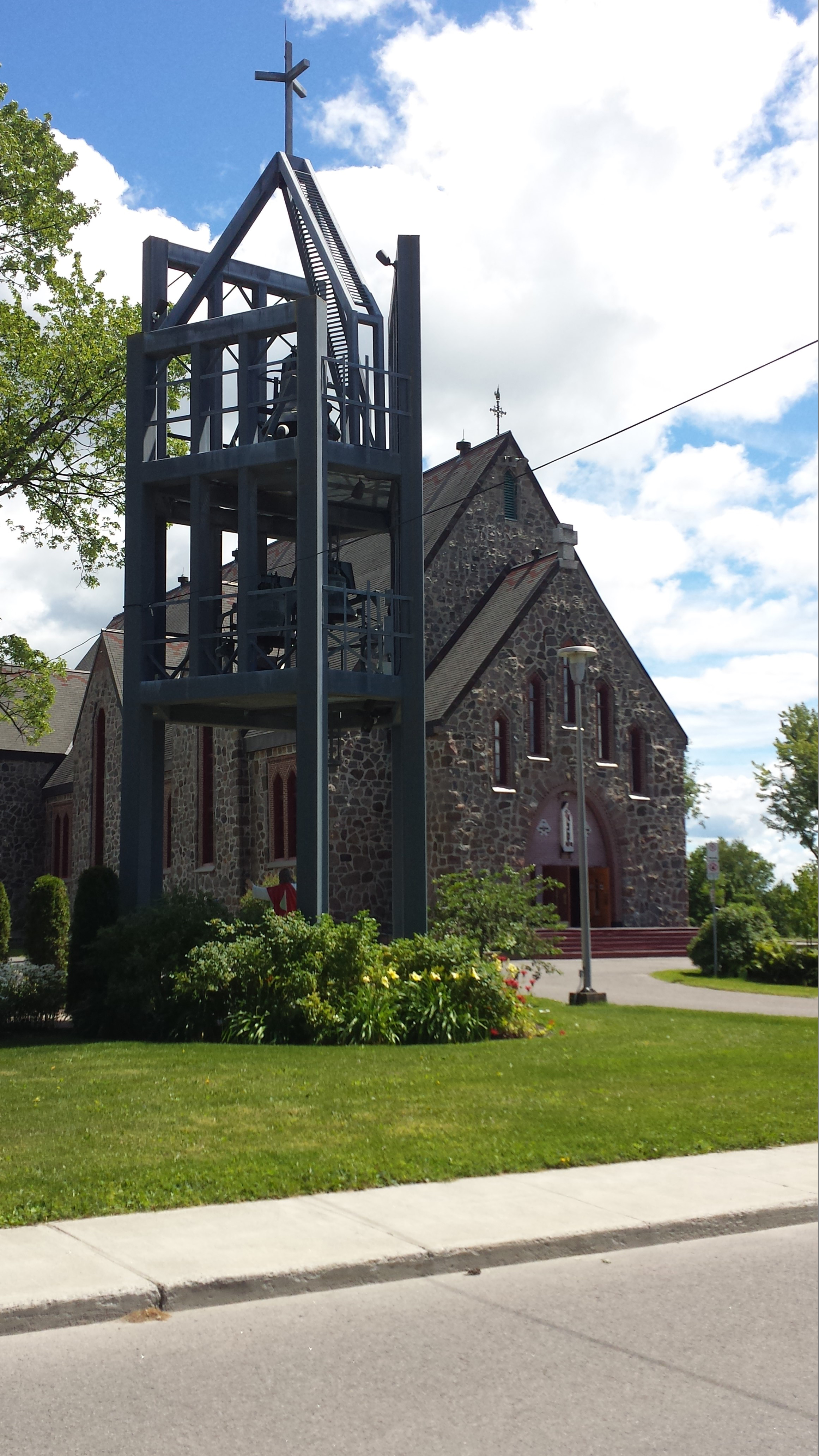
Église Sainte-Thérèse-de-Lisieux 30 juillet 2016

L'arrondissement est divisé en cinq quartiers :
- Vieux-Moulin
- Vieux-Bourg
- Saint-Michel
- Chutes-Montmorency
- Sainte-Thérèse-de-Lisieux

#### Quartier du Vieux-Moulin
Le quartier Vieux-Moulin est limité à l'est par la rivière Beauport où se trouve l'ancienne carrière des Jésuites, au sud par le fleuve Saint-Laurent et au nord et à l'ouest par les limites de l'arrondissement.
Au nord de l'autoroute Félix-Leclerc, on y trouve un centre d'achat de près de 120 commerces.

#### Quartier du Vieux-Bourg
Le quartier du Vieux-Bourg est le plus ancien de l'arrondissement. Il est situé en bordure du fleuve St-Laurent et est délimité à l'ouest par la rivière Beauport, au nord par l'autoroute Félix-Leclerc et à l'est par la rue Francheville.
On y trouve l'église de la Nativité de Notre-Dame et un grand nombre de maisons historiques principalement sur l'avenue Royale. Ces bâtiments font partie de l'arrondissement historique de Beauport.

#### Quartier Saint-Michel
Le quartier de Saint-Michel s'étend du boulevard Louis-XIV au nord et à l'est, à l'autoroute Félix-Leclerc au sud et à la limite de l'arrondissement et à la rivière Beauport à l'ouest.
On y trouve un grand nombre de commerces qui se sont développés au cours des dernières années principalement le long de l'autoroute Félix-Leclerc. On y trouve un cinéma de 16 écrans, des magasins de grande surface et des concessionnaires automobiles.

#### Quartier des Chutes-Montmorency
Le quartier des Chutes-Montmorency englobe les anciens quartiers Courville, Montmorency et Villeneuve de l'ancienne ville de Beauport.  
Il est limité au sud-ouest par les rues Francheville anciennement rue Montreuil, au nord-ouest par les carrières entre la rue Labelle et le boulevard Louis-XIV, au nord par la rue de la Sérénité, à l'est par la rivière et la chute Montmorency et au sud par le fleuve Saint-Laurent.

#### Quartier de Sainte-Thérèse-de-Lisieux
Le quartier 5-1 de la ville de Québec s'étend sur le territoire de l'ancien quartier Sainte-Thérèse-de-Lisieux.
Ses limites se définissent au sud par le boulevard Louis-XIV, à l'ouest par l'avenue Bourg-Royal, au nord-ouest par la frontière avec la municipalité du Lac-Beauport, au nord-est par la frontière avec Sainte-Brigitte-de-Laval et à l'est par la rivière Montmorency.

## Politique

### Gouvernance
Entre 1855 et 2001, Beauport est dirigé par un maire et son conseil municipal.

Blason de Beauport utilisé jusqu'à la dissolution de la Ville en 2001.

Depuis 2001, Beauport possède un conseil d'arrondissement présidé par l'un des conseillers municipaux.
| Période                                  | Période  | Identité            | Étiquette                                       | Qualité |
| ---------------------------------------- | -------- | ------------------- | ----------------------------------------------- | ------- |
| 2001                                     | 2005     | Jacques Langlois    | Action civique                                  |         |
| 2005                                     | 2009     | André Letendre      | Renouveau municipal                             |         |
| 2009                                     | 2013     | Lisette Lepage      | Équipe Labeaume                                 |         |
| 2013                                     | 2017     | Marie France Trudel | Équipe Labeaume                                 |         |
| 2017                                     | 2023     | Stevens Mélançon    | Équipe Priorité Québec                          |         |
| 2023                                     | En cours | Isabelle Roy        | Québec d'abord (2021-2025) - Indépendant (2025- |         |
| Les données manquantes sont à compléter. |          |                     |                                                 |         |

#### Hommages toponymiques
- L'édifice administratif de l'arrondissement Beauport a été nommé en l'honneur de l'ancien maire de Beauport, Jacques Langlois.
- L'aréna Marcel-Bédard a été nommé en l'honneur de l'ancien maire, en 1973.
- Le boulevard Albert-Chrétien a été nommé en l'honneur de l'ancien maire en 1993 dans l'ancienne ville de Beauport maintenant présent dans la ville de Québec.
- La rue Albert-Émile Côté a été nommée en l'honneur du maire de Beauport durant deux mandats en 1964 dans l'ancienne ville de Beauport maintenant présente dans la ville de Québec.
- La rue Gérard-Delage a été nommée en l'honneur de ce maire, en 1957, dans l'ancienne ville de Beauport maintenant présente dans la ville de Québec.
- La rue Saint-Edmond a été nommée en l'honneur de ce maire, en 1948, dans l'ancienne ville de Beauport maintenant présente dans la ville de Québec.
- La rue Charles-E.-Grenier a été nommée en l'honneur de ce maire, en 2006, dans la ville de Québec.
- La rue Yves-Prévost a été nommée en l'honneur de ce maire, en 1964, dans l'ancienne ville de Beauport maintenant présente dans la ville de Québec.
- La rue Ulysse-Ste-Marie a été nommée en l'honneur de ce maire, en 2010 dans la ville de Québec.

### Districts électoraux municipaux
Actuellement, l'arrondissement de Beauport compte trois districts électoraux : Sainte-Thérèse-de-Lisieux (no. 16), Chute-Montmorency-Seigneurial (no. 17) et Robert-Giffard (no. 18).

#### Dernière élection (2021)
| District électoral            | Conseiller/ère         | Parti politique                     |
| ----------------------------- | ---------------------- | ----------------------------------- |
| Sainte-Thérèse-de-Lisieux     | Jean-François Gosselin | Québec 21                           |
| Chute-Montmorency-Seigneurial | Stevens Mélançon       | Québec 21 - Indépendant - Québec 21 |
| Robert-Giffard                | Isabelle Roy           | Québec d'abord                      |

#### Élections précédentes

##### Élections municipales de 2017
De l'élection municipales de novembre 2017 jusqu'à l'élection de 2021, l'arrondissement de Beauport est représenté au conseil municipal de Québec par trois conseillers municipaux, chacun représentant un district électoral:
| District électoral            | Conseiller/ère         | Parti politique |
| ----------------------------- | ---------------------- | --------------- |
| Sainte-Thérèse-de-Lisieux     | Jean-François Gosselin | Québec 21       |
| Chute-Montmorency-Seigneurial | Stevens Mélançon       | Québec 21       |
| Robert-Giffard                | Jérémie Ernould        | EL              |

Le conseil municipal de la Chute-Montmorency-Seigneurial, Stevens Mélançon, est l'actuel président du Conseil d'arrondissement de Beauport.

##### Avant les élections municipales de 2013
Avant les élections municipales de novembre 2013, l'arrondissement de Beauport comptait quatre districts électoraux et était représenté par les élus suivants:
| District                  | Conseiller/ère      | Parti politique |
| ------------------------- | ------------------- | --------------- |
| Sainte-Thérèse-de-Lisieux | Marie France Trudel | EL              |
| Chute-Montmorency         | Julie Lemieux       | EL              |
| Seigneurial               | Lisette Lepage      | EL              |
| Robert-Giffard            | Vacant              | –               |

Le siège de Robert-Giffard fut laissé vacant à la suite du décès du conseiller municipal Marc Simoneau le 3 mai 2013.
Lisette Lepage était la présidente du Conseil d'arrondissement.

## Démographie

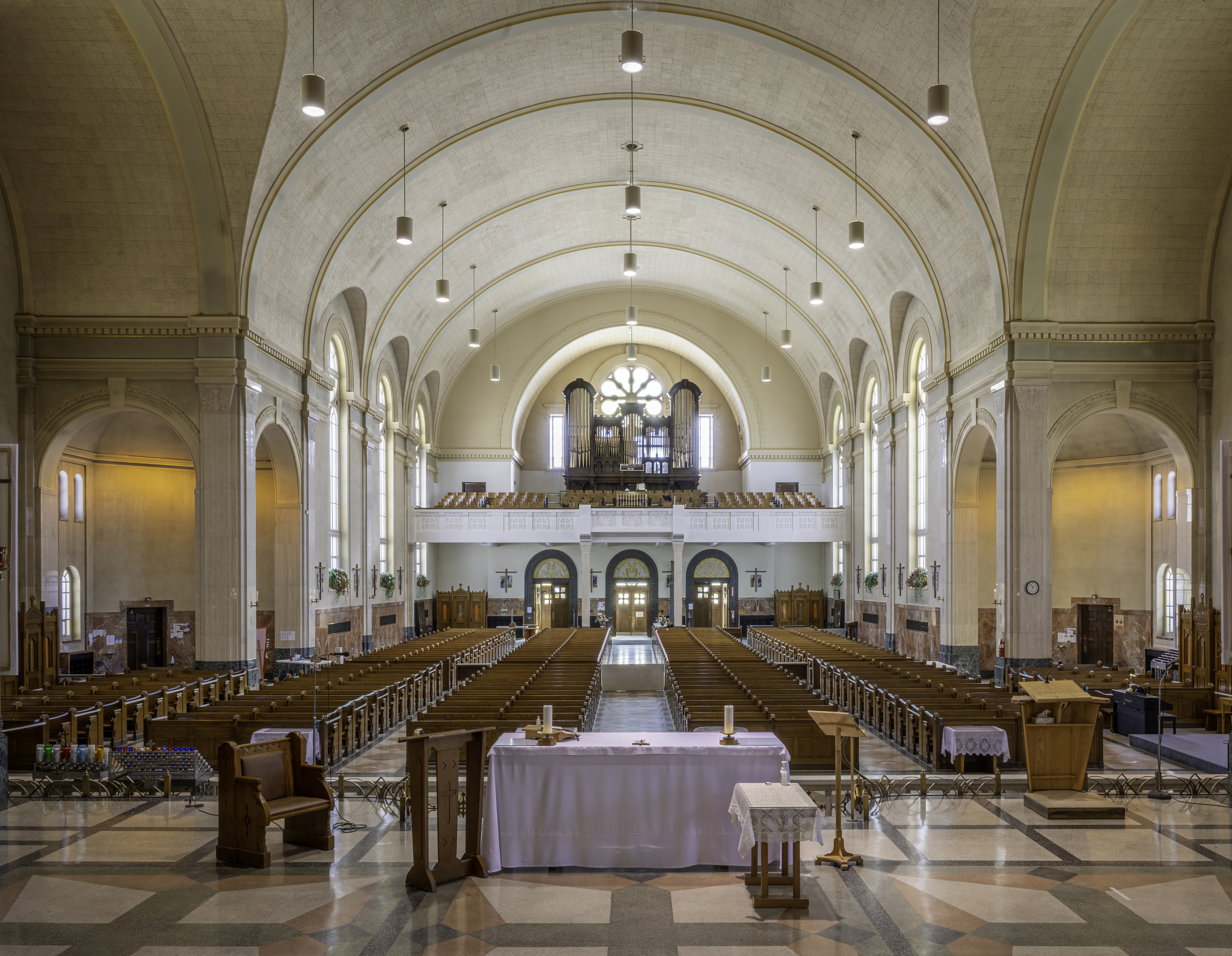
À l'intérieur de l'église Saint-Ignace-de-Loyola à Beauport. Février 2021.

| 1931  | 1941  | 1946  | 1951  | 1956  | 1961  | 1966   | 1971   | 1976   |
| ----- | ----- | ----- | ----- | ----- | ----- | ------ | ------ | ------ |
| 3 242 | 3 725 | 3 725 | 5 390 | 6 735 | 9 192 | 13 226 | 14 680 | 55 339 |

| 1981   | 1986   | 1991   | 1996   | 2001   | 2006   | 2011   | 2016   | - |
| ------ | ------ | ------ | ------ | ------ | ------ | ------ | ------ | - |
| 60 447 | 62 870 | 69 158 | 72 920 | 72 665 | 74 740 | 77 905 | 80 925 | - |

## Personnalités liées à Beauport
- Jean-Baptiste Caouette (1854-1922), un poète et écrivain canadien mort à Beauport.
- Robert Giffard, le fondateur de l'ancienne ville de Beauport.
- Louis Juchereau de Saint-Denis, est un militaire et explorateur canadien-français.
- Charles Juchereau de Saint-Denis, est un militaire et explorateur canadien-français.
- Michel Picard, ancien joueur de hockey de la LNH.
- Maxime Ouellet, ancien joueur de hockey des Remparts de Québec, de la LNH. Entraîneur adjoint dans la LHJMQ.
- Simon-Napoléon Parent, ancien maire de la ville de Québec et ancien Premier Ministre du Québec.
- Marc Simoneau, chroniqueur sportif.
- Bartholomew Gugy, militaire et député du Canada y est décédé
- Léa Roback, syndicaliste, militante communiste et féministe. Elle est considérée comme une pionnière du féminisme au Québec.
- Yves Prévost, maire de Beauport de 1948 à 1952 et député de Montmorency  à la même époque. Il a été Chef de l'opposition officielle à l'Assemblée nationale du Québec du 20 septembre 1960 au 11 janvier 1961.
- Pierre-Paul Bertin, artiste, peintre, sculpteur
- Manon Rhéaume, ancienne gardienne de but, première femme à participer à une rencontre officielle de la LNH.
- Jean-René Ouellet, acteur.
- Charles-Michel d'Irumberry de Salaberry, militaire et politicien.
- Hubert Lenoir, auteur-compositeur-interprète.
- Étienne Parent, journaliste, essayiste, homme politique, avocat, bibliothécaire